# 圣科隆布拉科芒德里
圣科隆布-拉科芒德里（法語：Sainte-Colombe-la-Commanderie，法語發音：[sɛ̃t kɔlɔ̃b la kɔmɑ̃dʁi]）是法国厄尔省的一个市镇，位于该省中部，属于埃夫勒区。

## 地理
圣科隆布-拉科芒德里（49°6'13"N, 0°56'11"E）面积10.86 平方千米，位于法国诺曼底大区厄尔省，该省份为法国北部内陆省份，北起滨海塞纳省，西接奧恩省和卡爾瓦多斯省，南至厄尔-卢瓦省，东临瓦兹省、瓦兹河谷省和伊夫林省。
与圣科隆布-拉科芒德里接壤的市镇（或旧市镇、城区）包括：勒特朗布莱-奥蒙维尔、旧克罗维尔、圣奥班代克罗斯维尔、格拉沃龙-塞梅维尔、勒蒂约勒朗贝尔、孔邦。
圣科隆布-拉科芒德里的时区为UTC+01:00、UTC+02:00（夏令时）。

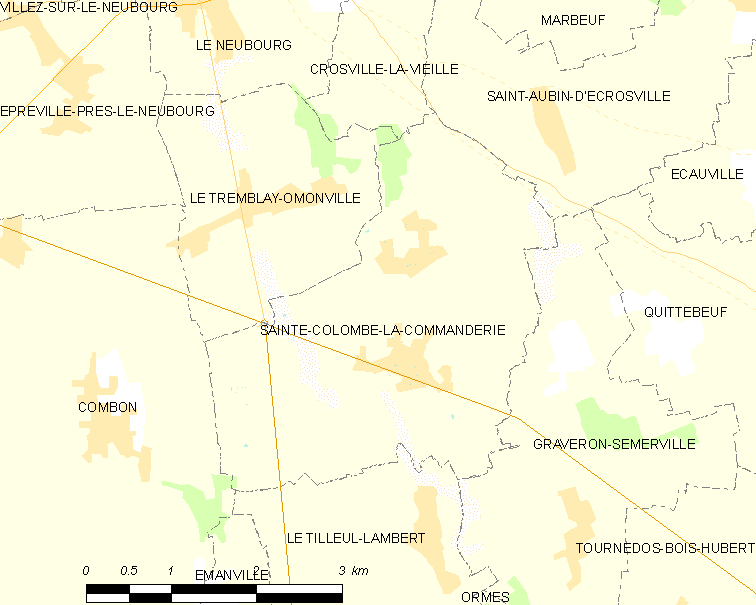
圣科隆布-拉科芒德里的OSM定位图

## 行政
圣科隆布-拉科芒德里的邮政编码为27110，INSEE市镇编码为27524。

## 政治
圣科隆布-拉科芒德里所属的省级选区为勒讷堡县。

## 人口

1962-2008年间圣科隆布-拉科芒德里人口变化图示

圣科隆布-拉科芒德里于2022年1月1日时的人口数量为854人。